# Identitat de Palatini
En matemàtiques, la identitat de Palatini és una expressió, derivada pel matemàtic italià A. Palatini, emprada en teoria de la relativitat i càlcul tensorial:
{\displaystyle \delta R_{\sigma \nu }=\nabla _{\rho }(\delta \Gamma _{\nu \sigma }^{\rho })-\nabla _{\nu }(\delta \Gamma _{\rho \sigma }^{\rho }),}
on {\displaystyle \delta \Gamma _{\nu \sigma }^{\rho }} denota la variació dels símbols de Christoffel i {\displaystyle \nabla _{\rho }} indica la derivada covariant.
La identitat es pot derivar a partir de l'acció d'Hilbert–Einstein.
La "mateixa" identitat funciona per a la derivada de Lie {\displaystyle {\mathcal {L}}_{\xi }R_{\sigma \nu }} :
{\displaystyle {\mathcal {L}}_{\xi }R_{\sigma \nu }=\nabla _{\rho }({\mathcal {L}}_{\xi }\Gamma _{\nu \sigma }^{\rho })-\nabla _{\nu }({\mathcal {L}}_{\xi }\Gamma _{\rho \sigma }^{\rho }),}
on {\displaystyle \xi =\xi ^{\rho }\partial _{\rho }} denota qualsevol camp vectorial a la varietat d'espaitemps {\displaystyle M}.